# Ophonus
Ophonus es un  género de coleópteros adéfagos de la familia Carabidae.
Su disribución original es el Paleártico. Dos especies han sido introducidas en el Neártico. Hay 70 especies en 6 subgéneros.

## Especies
Comprende las siguientes especies:
- Ophonus achilles Sciaky, 1987
- Ophonus ardosiacus (Lutshnik, 1922)
- Ophonus austrocaspicus Kataev & Belousov, 2001
- Ophonus azureus (Fabricius, 1775)
- Ophonus bartoni (Maran, 1935)
- Ophonus battus Reitter, 1900
- Ophonus berberus Antoine, 1925
- Ophonus brevicollis (Audinet-Serville, 1821)
- Ophonus castaneipennis Sciaky, 1987
- Ophonus chlorizans Solsky, 1874
- Ophonus convexicollis Menetries, 1832
- Ophonus cordatus (Duftschmid, 1812)
- Ophonus cribratus (Peyron, 1858)
- Ophonus cribrellus Reiche & Saulcy, 1855
- Ophonus cribricollis (Dejean, 1829)
- Ophonus cunii Fairmaire, 1880
- Ophonus davatchii (Morvan, 1981)
- Ophonus diffinis (Dejean, 1829)
- Ophonus elegantulus Sciaky, 1987
- Ophonus ferrugatus Reitter, 1902
- Ophonus franziniorum Sciaky, 1987
- Ophonus gabrieleae Wrase, 1987
- Ophonus gammeli (Schauberger, 1932)
- Ophonus heinzi Wrase, 1991
- Ophonus hittita Sciaky, 1987
- Ophonus houskai (Jedlicka, 1955)
- Ophonus hystrix Reitter, 1894
- Ophonus incisus (Dejean, 1829)
- Ophonus israelita Brulerie, 1876
- Ophonus jailensis (Schauberger, 1926)
- Ophonus jeanneli Sciaky, 1987
- Ophonus judaeus Brulerie, 1876
- Ophonus krueperi (Apfelbeck, 1904)
- Ophonus laticollis Mannerheim, 1825
- Ophonus libanigena Brulerie, 1876
- Ophonus longicollis Rambur, 1838
- Ophonus longipilis Sciaky, 1987
- Ophonus melletii (Heer, 1837)
- Ophonus minimus Motschulsky, 1845
- Ophonus oblongus (Schaum, 1858)
- Ophonus opacus (Dejean, 1829)
- Ophonus ophonoides (Jedlicka, 1958)
- Ophonus parallelus (Dejean, 1829)
- Ophonus phoenix (Tschitscherine, 1902)
- Ophonus pumilio (Dejean, 1829)
- Ophonus puncticeps Stephens, 1828
- Ophonus puncticollis (Paykull, 1798)
- Ophonus quadricollis (Dejean, 1831)
- Ophonus rebellus (Schauberger, 1926)
- Ophonus rotundatus (Dejean, 1829)
- Ophonus rufibarbis (Fabricius, 1792)
- Ophonus rupicola (Sturm, 1818)
- Ophonus sabulicola (Panzer, 1796)
- Ophonus sahlbergianus (Lutshnik, 1922)
- Ophonus scharifi (Morvan, 1977)
- Ophonus schaubergerianus (Puel, 1937)
- Ophonus sciakyi Wrase, 1990
- Ophonus similis (Dejean, 1829)
- Ophonus stictus Stephens, 1828
- Ophonus stricticollis Tschitscherine, 1893
- Ophonus subquadratus (Dejean, 1829)
- Ophonus subsinuatus Rey, 1886
- Ophonus syriacus (Dejean, 1829)
- Ophonus transversus Motschulsky, 1844
- Ophonus veluchianus (G.Muller, 1931)
- Ophonus vignai Sciaky, 1987
- Ophonus wolfi Wrase, 1995
- Ophonus wrasei Sciaky, 1987
- Ophonus xaxarsi (Schauberger, 1928)